# Erissus sanctaeleopoldinae
Erissus sanctaeleopoldinae is een spinnensoort uit de familie van de krabspinnen (Thomisidae).
De wetenschappelijke naam van de soort werd in 1946 als Stephanopoides sanctaeleopoldinae gepubliceerd door Benedicto Abílio Monteiro Soares & Hélia Eller Monteiro Soares.